# Problém mysli a těla

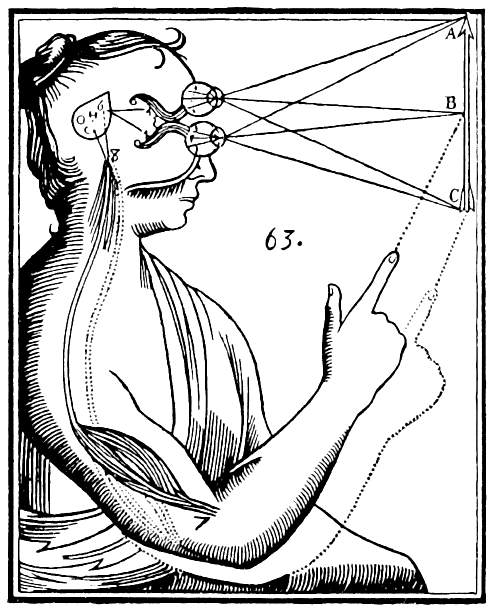
Podle Descarta interaguje fyzický a duchovní svět prostřednictvím šišinky.

Problém mysli a těla, problém těla a duše (anglicky mind-body problem) nebo také problém psychofyzikálního dualismu označuje ve filosofii a v neurovědě otázku vztahu mentálních vztahů naší psychiky (vědomí, myšlenky – qualia) a fyzického světa (hmotného mozku a jeho algoritmů).
Někteří filosofové říkají, že vůbec otázka interakce těchto „dvou světů“ je položena již od Aristotelových úvah špatně, filosofové s opačným názorem se řadí buďto mezi tzv. monisty (Zde řadíme směry jako je fyzikalismus, neutrální monismus a idealismus) či mezi dualisty (např. kartesiánští dualisté, typický postoj pro náboženství).

## Historické pozadí

### Buddha
Gautama Buddha (asi 480-400 př. n. l.), zakladatel buddhismu, popsal problém duše a těla jako dva trsy rákosí stojící proti sobě. Buddha na tomto obrazu učil, že svět sestává z hmoty a mysli, dvou světů, které, ač samostatné, tvoří realitu společně a jsou jeden na druhém závislý.

### Antika
Podle Platóna (429–347 př.Kr.) je fyzický svět (svět forem) jen jakýmsi odrazem světa mysli (idejí), a jsou to právě ony abstraktní kvality světa idejí, zprostředkované duší, které považuje za opravdovou realitu.
Náznaky problému duše a těla můžeme ale pozorovat i u Aristotela (384–322 př. Kr.), podle něhož je mysl a tělo spřažené ve stejném smyslu, jako je tvar tělesa a těleso samotné. Ve spisu O duši (De anima) proto píše, že není nutné se ptát, jestli je duše a tělo jedno, stejně jako nedává smysl se ptát, zdali je vosk a jeho tvar jedno.

### Karteziánská filosofie
René Descartes (1596–1650) se vyslovil pro model, v němž svět sestává ze zřetelně odděleného fyzického a duchovního světa, tělo je pak pouze prostředkem, skrze něž může mysl působit v reálném světě. Pro Descarta a jeho následovníky (tzv. karteziány- např. Malebranche, Spinoza) jsou zároveň prožitky hmotného světa iluzí a skutečná realita tkví ve světě metafyzické mysli.

### Moderní filosofie
V moderní filosofii se začaly pohledy na mysl a tělo rozrůzňovat. Někteří agnostici, jakým byl Huxley (a dnešních fyzikalistů) je mysl pouhým epifenoménem mozku a jeho pochodů, například Karl Popper zastával v pravdě opačný názor: V jeho modelu existují tři světy, svět duše, myšlenek a hmotného, svět myšlenek interaguje se zbylými a světy, přičemž zastává roli média.
Podle Johna Searleho je problém mysli a těla falešná dichotomie - není zde žádný "konflikt" hmotného s nehmotným, stejně jako neexistuje konflikt mezi makroekonomikou a mikroekonomikou. Podle Searleho bychom měli být opatrní s tvrzeními, podle nichž mysl jasně specifikujeme jako samostatnou entitu a nevylučuje, že ve vzniku vědomí mohou hrát roli například konkrétní fyzikálně-chemické vlastnosti lidského mozku, tedy věci, které lze pečlivě analyzovat empirickými metodami.
Zcela odlišný postoj zaujal například logik Alfred Whitehead, obhajoval sofistikovanou formu panpsychismu nazvanou Davidem Rayem Griffinem jako panexperientalismus.